# Гойнік
Гойнік (*Гојник Властимировић, д/н — бл. 891) — жупан (князь) Рашки (Сербії) у 860— бл.880 роках.

## Життєпис
Походив з династії Властимировичів. Син Властимира, жупана Рашки. Після смерті батька Мутімір розділив владу з молодшими братами Строймиром і Гойніком.
Разом з братами у 863 або 864 році відбив напад болгар під проводом хана Бориса. Серби полонили ханського сина Володимира з 20 болгарськими боярами. Після цього було укладено мирний договір з Болгарією.
Разом з братами сприяв християнізації сербів. Його син вже прийняв християнське ім'я. У 880-ті роки почався конфлікт з Мутімиром. Гойнік разом з іншим братом Строймиром виступив проти останнього. Втім, зазнав поразки й утік до Болгарії. Помер близько 891 року.

## Родина
- Петро (*бл. 870 — після 917), жупан Рашки у 892—917 роках.